# Tarik Azzouz
Tarik Azzouz, né en février 1990 à Livry-Gargan, est un producteur et beatmaker français.
Ayant grandi à Aulnay-sous-Bois, Tarik Azzouz commence à étudier la musique à l'âge de douze ans puis décide de devenir beatmaker professionnel en 2010. Il rencontre StreetRunner, un producteur américain, sur les réseaux, et place un de ses premiers morceaux pour Lil Wayne. Il produit ensuite notamment pour Meek Mill et DJ Khaled aux États-Unis et Sofiane, La Fève, Tiakola et Gazo en France.
En 2020, Tarik Azzouz remporte le Grammy Award de la meilleure performance Rap mélodique pour le titre Higher (en) de DJ Khaled en featuring avec Nipsey Hussle et John Legend lors de la 62e cérémonie des Grammy Awards. En 2023, il remporte la Flamme du compositeur de l'année.
Son premier album, Chaque jour, en collaboration avec de nombreux artistes français, sort le 31 janvier 2025.

## Biographie

### Débuts
Tarik Azzouz est né en février 1990 à Livry-Gargan, d'un père électricien et d'une mère commerçante.
Après une scolarité entre Livry-Gargan et Bondy, il effectue une année de classe préparatoire à l'ENS puis obtient une maîtrise en filière Administration et Échanges Internationaux (AEI) à l'université Université Paris-Est-Créteil-Val-de-Marne. En parallèle, passionné de musique, il étudie le piano à partir de douze ans, dans une école d'Aulnay-sous-Bois, où il a grandi : « Je faisais 4 à 5 heures par jour de piano et j'écoutais beaucoup de rap américain. Les deux univers du classique et du rap m'emportent ». Il cite notamment l'influence de Sergueï Rachmaninov et de Rick Ross et du rap US en général.
Le visionnage d'une vidéo YouTube d'Hans Zimmer le décide d'entreprendre une carrière de compositeur musical : « Quand il parlait de musique, je me reconnaissais tellement ! Je me suis dit que j'allais en faire mon métier ». À 20 ans, il rencontre le producteur Pillz qui deviendra un proche et le confortera dans son idée. Il commence la composition de manière professionnelle en 2010 et place une première production pour le rappeur belge Gandhi en 2012.
Tarik Azzouz envoie également de nombreux morceaux via les réseaux sociaux, notamment Twitter, à des producteurs américains, dont Lee Major (en) qui lui demande de produire la mixtape d'Oliver Luck, un jeune rappeur de Virginie. En avril 2014, il découvre Blazetrack, un réseau social permettant d'être mis en contact avec des professionnels de l'industrie hip hop de manière payante et y rencontre StreetRunner, son futur manager, déjà dans le milieu depuis dix ans,. En octobre 2014, il décide de se rendre directement à Miami pour travailler directement avec le producteur et compose le titre Street Chains pour le Free Weezy Album de Lil Wayne.
En juillet 2016, Tarik Azzouz signe chez Universal et commence à travailler avec des artistes du label, notamment Kery James et Youssoupha.

### 2017
Tarik Azzouz travaille sur les titres Pégase et Parti de rien issus de l'album Bandit Saleté de Sofiane sorti le 12 mai 2017 : « J'ai eu un super rapport avec Sofiane. [...] il y a eu une vraie discussion, un processus de création à deux. On modifie les choses suite à nos échanges, c’est le truc que j'ai apprécié ici en France, il y a un réel échange ». Le producteur est invité par le rappeur dans l'épisode 4 de son émission Rentre dans le Cercle.

### 2018
Tarik Azzouz produit le titre What's Free de Meek Mill en featuring avec Rick Ross et Jay-Z de l'album Championships (en) sorti le 30 novembre 2018.

### 2019-2020: premières collaborations avec DJ Khaled et Grammy
Tarik Azzouz produit plusieurs titres en collaboration avec StreetRunner sur l'album Father of Asahd (en) de DJ Khaled sorti le 17 mai 2019, dont Higher (en) en featuring avec Nipsey Hussle et John Legend qui remporte le Grammy Award de la meilleure performance Rap mélodique lors de la 62e cérémonie des Grammy Awards en 2020.

### 2021
Tarik Azzouz produit six titres sur l'album Khaled Khaled (en) de DJ Khaled sorti le 30 avril 2021.
Le producteur compose le titre Zidane, premier extrait issu de l'album La Direction de Sofiane sorti le 21 mai 2021.

### 2022
Tarik Azzouz produit huit titres sur l'album God Did (en) de DJ Khaled sorti le 26 août 2022, dont le titre éponyme (en) en featuring avec Rick Ross, Lil Wayne, Jay-Z, John Legend et Fridayy (en) qui remporte trois nominations à la 65e cérémonie des Grammy Awards dans les catégories chanson de l'année, meilleure chanson rap (en) et meilleure performance rap (en).
Le producteur signe aussi le titre Amazing (en) de Mary J. Blige en featuring avec DJ Khaled, extrait de l'album Good Morning Gorgeous (en) sorti le 11 février 2022.

### 2023
Tarik Azzouz produit l'intégralité de l'album LSDC d'Alkpote sorti le 3 février 2023.
Le 11 mai 2023, Tarik Azzouz remporte la Flamme du « compositeur de l'année »,.
Tarik Azzouz collabore à plusieurs titres de l'album 24 de La Fève sorti le 23 novembre 2023, qui, selon Les Inrockuptibles, « s'inscrit [...] dans un imaginaire floridien – celui de la Maybach Music (du nom du label de Rick Ross, dont Azzouz est un des plus fidèles représentants dernièrement) ».
Tarik Azzouz et Amine Farsi produisent l'album commun Cesium de Dosseh et Dinos sorti le 22 décembre 2023.

### 2024
Tarik Azzouz participe avec Lyele et Ikaz à l'EP X de Tiakola, sorti le 3 mars 2024, : 

« Qu'il le fasse à ce moment-là, qu'il prenne ce risque… Je respecte trop cette audace. Je suis fier de ce projet et content qu'il ait marché. Je suis sûr qu'on va réussir à faire disque d'or avec six titres. J'espère aussi que ça servira d'exemple et que ça donnera envie à d'autres de faire la musique qu'ils ont envie de faire. »

Le producteur signe plusieurs instrus en collaboration avec Ozhora Miyagi sur l'album BON COURAGE de Kalash Criminel sorti le 23 février 2024.

### 2025: premier albumChaque jour
L'idée de faire un album est encouragée par Amine Farsi, producteur et directeur du label Aura Musique chez qui Tarik Azzouz est signé. En mars 2024, ce dernier part pendant une semaine pour les studios d'enregistrement ICP à Bruxelles avec le producteur Lyele, travaillant également sur son projet, Baked, en présence de Tiakola et La Fève. Le morceau BIG BODY en featuring avec La Fève et Hamza, premier single sorti le 17 janvier 2025, est notamment enregistré à cet endroit, Hamza de passage au studio ayant proposé spontanément d'écrire son couplet et de poser sur l'instru.
Le projet est mixé par StreetRunner et Yseult enregistre les voix additionnelles. L'album, intitulé Chaque jour, sort le 31 janvier 2025. Il contient 13 pistes et des collaborations avec Sonny Rave, La Fève, Hamza, Tiakola, Zequin, Jolagreen23, Kalash Criminel, Zed, Dosseh, Dinos, Prince Waly, Malo et Monsieur Nov.

## Méthodes de travail
Tarik Azzouz travaille principalement dans le sous-sol réaménagé en studio artisanal par son père dans la maison familiale d'Aulnay-sous-Bois, : « Mon but ? Racheter la maison de mon père. J'ai grandi ici, il y a un terrain de basket juste à coté, c'est parfait. Aulnay, c'est chez moi ».

Ses collaborations avec des artistes des États-Unis sont donc principalement effectuées à distance : 

« J'envoie une instru à StreetRunner, il kiffe et ensuite je lui envoie le « piste par piste ». On travaille dessus, on échange et on arrive à un produit fini. Enfin, soit il le propose aux artistes en studio, soit on travaille avec plusieurs personnes qui nous font des toplines ou des vrais refrains. »

L'artiste s'assure de toujours garder les droits de ses productions.
La diversité de ses inspirations et l'éclectisme sont des éléments majeurs à son sens :

« J'essaie de ne pas me mettre de limites. Si j'ai envie de sampler de la musique classique, du funk polonais ou des chants diphoniques mongols, je veux pouvoir le faire. Ma signature, c'est cette diversité et cette volonté d'être hyper impactant. »